# كارتر باسيت هاريسون
كارتر باسيت هاريسون (بالإنجليزية: Carter Bassett Harrison)‏ (و. 1756 – 1808 م) هو سياسي من الولايات المتحدة الأمريكية ولد في مقاطعة تشارلز سيتي.